# (6458) Nouda
(6458) Nouda es un asteroide perteneciente al cinturón de asteroides descubierto el 2 de octubre de 1992 por Tsutomu Seki desde el Observatorio de Geisei, Geisei, Japón.

## Designación y nombre
Designado provisionalmente como 1992 TD1. Fue nombrado en memoria de Tadasuke Nouda (1901-1989), astrónomo japonés. Pionero en el campo de la astronomía china antigua, hizo importantes contribuciones al estudio de los primeros calendarios lunisolares. Fue profesor en la Universidad de Educación de Osaka y en la Universidad Sangyo de Kyoto. Se desempeñó como presidente de la Asociación del Calendario de Japón (1959-1989) y de la Asociación Astronómica Oriental (1965-1989).

## Características orbitales
Nouda está situado a una distancia media del Sol de 2,554 ua, pudiendo alejarse hasta 2,932 ua y acercarse hasta 2,175 ua. Su excentricidad es 0,148 y la inclinación orbital 14,866 grados. Emplea 1490,40 días en completar una órbita alrededor del Sol.
Pertenece a la familia de asteroides de (170) María.

## Características físicas
La magnitud absoluta de Nouda es 13,10. Tiene 7,502 km de diámetro y su albedo se estima en 0,181. 